# L'Officina della Camomilla
L'Officina della Camomilla è un gruppo musicale indie pop italiano, fondato nel 2008 a Milano da Francesco De Leo, frontman e autore delle canzoni.

## Storia

### Esordi
Nato nel 2008 come progetto strumentale di Francesco De Leo, nel 2009 viene scoperto su Myspace dal regista Stefano Poletti che lo accompagnerà dal vivo nei concerti. Nello stesso periodo viene pubblicata una raccolta di brani autoprodotta. Dal 2010 al 2011 l'officina si esibisce nei circoli ARCI e nei locali di tutta Italia da indipendenti, alternando varie formazioni live e riscuotendo sempre più attenzione. Nel luglio 2012 firma per Garrincha Dischi. A fine novembre pubblica il videoclip del singolo La tua ragazza non ascolta i Beat Happening eseguita con Lo Stato Sociale.

### La trilogiaSenontipiacefalostesso
Nel 2013 escono gli EP Agata e Ruspa che anticipano il loro primo album, Senontipiacefalostesso Uno, prodotto da Matteo Romagnoli a cui fa seguito un tour di oltre 100 concerti in Italia ed un piccolo tour all'estero. Questo primo lavoro è stato accolto bene dal pubblico ma negativamente da una parte della critica, in particolar modo Federico Guglielmi su Il mucchio selvaggio scrive una recensione pesantemente negativa.
Nel febbraio 2014 esce il loro terzo EP Squatter, anticipato dal singolo omonimo. Il 4 novembre 2014 esce il loro secondo album, Senontipiacefalostesso Due, seconda parte di Senontipiacefalostesso., che viene presentato in tour. Il 12 maggio 2015 è uscito un nuovo lavoro, Senontipiacefalostesso B-sides, con le tracce registrate dalla band negli ultimi 2 anni e scartate dai precedenti lavori.

Francesco De Leo, a proposito della trilogia, ha dichiarato:
«Ho sempre pensato a questi dischi come un impossibile lavoro archeologico, per riportare alla vita brani scritti in un’età molto acerba.»

### Palazzina LibertyeAntologia della cameretta
Nel 2015 il gruppo muta radicalmente la formazione, Anna Viganò (ex Intercity), Ilaria Curioni e Gaetano Polignano vengono sostituiti rispettivamente con Simone Sproccati, Roberto Redondi e Loris Giroletti. Nel gennaio 2016 viene pubblicato il singolo Palazzina Liberty, che dà nome al quarto e ultimo album, che il 19 febbraio viene messo in anteprima streaming sul sito Rockit.it e pubblicato il 4 marzo 2016 sempre per Garrincha Dischi. Nel 2017 esce la loro prima raccolta intitolata Antologia della cameretta, composta da 100 brani, tra demo, versioni alternative, strumentali e cover, si tratta di materiale accumulato negli anni e ritrovato nel computer di De Leo, pubblicata sempre da Garrincha Dischi, e che va a chiudere il cerchio del percorso della band.

### Il ritorno
Il 2 febbraio 2023 dopo 7 anni di silenzio, L'Officina della Camomilla annuncia dal suo profilo Instagram il ritorno sulle scene con un live al MI AMI Festival di Segrate (Milano) in programma il 26 maggio 2023.
Contestualmente la band annuncia anche la loro nuova agenzia di booking, BPM Concerti, lasciando presupporre che non si tratterà di uno show isolato.
Il 28 aprile 2023 esce con Hachiko Dischi il singolo Dandy Candy e viene annunciato il ritorno di Stefano Poletti nella formazione, oltre a un tour estivo. Il 10 novembre esce il singolo Woodstock '99. Il 15 dicembre esce il singolo Techno is my boyfriend. Il 19 gennaio 2024 esce l'album Dreamcore, pubblicato per Hachiko Dischi, etichetta di De Leo.

## Progetti solisti
Nel 2014 Francesco De Leo collabora con Ubba e Andrea Bondi alla realizzazione di due lavori; l'EP Pastelli e l'album strumentale Cera escono l’anno successivo col nome Ubba + Bond + Fra per MusicReleaser Italia.
Nel 2018 De Leo intraprende una carriera solista spostandosi sul pop psichedelico con l'album La Malanoche, uscito per Bomba Dischi. Rolling Stone Italia ha annunciato il video del primo singolo estratto Muse. De Leo collabora anche con lemandorle in Baciami e pubblica una cover di Sparring Partner di Paolo Conte. Il 14 gennaio 2019 pubblica il singolo V, il 14 luglio 2020 pubblica il singolo Ciliegia in collaborazione con Emmanuelle e il 28 aprile 2021 collabora al brano Tutta moda di Bruno Bellissimo. Nel 2022 fonda una propria etichetta discografica (Hachiko Dischi) con la quale pubblica il suo secondo album solista "Swarovski".
La chitarrista Anna Viganò, con lo pseudonimo Verano, ha pubblicato un EP omonimo nel 2016, mentre l'11 maggio 2018 verrà pubblicato il suo album d'esordio, Panorama, prodotto da Colapesce.

## Formazione

### Attuale
- Francesco De Leo – voce, chitarra e tastiere (2008-presente)
- Stefano Poletti – chitarre (2009-2011; 2023-presente)
- Roberto "Red" Redondi – sintetizzatore, tastiere, basso (2015-presente)
- Giacomo Ganzerli – batteria (2023-presente)

### Ex componenti
- Anna Viganò – chitarre (2012-2015)
- Ilaria Baia Curioni – tastiere (2012-2015)
- Gaetano Polignano – batteria (2013-2015)
- Claudio "Tarantula" Tarantino – batteria, tastiere, cori (2009-2013)
- Marco "Morco" Amadio – basso (2011-2018)
- Simone Sproccati – chitarre (2015-2018)
- Loris Giroletti – batteria (2015-2018)
- Fausto Cigarini – violino e chitarra (2016-2018)
- Beatrice Zanantoni – cori (2009-2011)
- Niccolò Di Gregorio – chitarre (2010-2011)
- Matilde Calza (20??-20??)
- Anna Crayon (20??-2011)
- Giuseppe "iosonopipo" Palmisano (2010-2011)
- Manuela Puglisi (20??-20??)

## Discografia

### Album in studio
- 2013 – Senontipiacefalostesso Uno (Garrincha Dischi, distr. Audioglobe)
- 2014 – Senontipiacefalostesso Due (Garrincha Dischi, distr. Audioglobe)
- 2015 – Senontipiacefalostesso B-Sides (Garrincha Dischi, distr. Audioglobe)
- 2016 – Palazzina Liberty (Garrincha Dischi, Panico Dischi)
- 2024 – Dreamcore (Hachiko Dischi)

### Raccolte
- 2017 – Antologia della cameretta (Garrincha Dischi)

### EP
- 2013 – Agata (Garrincha Dischi)
- 2013 – Ruspa (Garrincha Dischi)
- 2014 – Squatter (Garrincha Dischi)

### Demo
- 2009 – Raccolta demo

## Videografia
Videoclip musicali
- 2012 – La tua ragazza non ascolta i Beat Happening – regia di Filippo De Palma, produzione di Garrincha Dischi
- 2013 – Agata Brioches – regia di Stefano Poletti, produzione di Amerigo Concerti
- 2014 – Piccola sole triste – regia di Paolo Santamaria, produzione di Garrincha Dischi/Muse-X
- 2015 – Oltre la frontiera della lince – regia di Paolo Santamaria, produzione di Garrincha Dischi/Muse-X

## Tournée
- Tour Primaverile '12 (2012)
- Senontipiacefalostesso Tour (2013)
- Squatter Tour (2014)
- Rivoltella Tour (2014-2015)
- Palazzina Liberty Tour (2016)
- Dandy Candy Tour (2023)
- Dreamcore Tour (2023-2024)